# Leonid Mossends

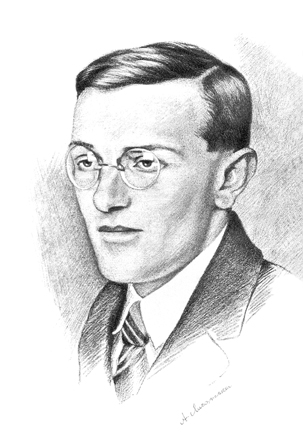
Leonid Mossends

Leonid Markowytsch Mossends (ukrainisch Леонід Маркович Мосендз; * 8. Septemberjul. / 20. September 1897greg. in Mohyliw-Podilskyj, Gouvernement Podolien, Russisches Kaiserreich; † 13. Oktober 1948 in Blonay, Schweiz) war ein ukrainischer Dichter, Schriftsteller, Übersetzer und, unter dem Pseudonym Porfyrij Horotak (ukrainisch Порфирій Горотак) gemeinsam mit Jurij Klen, Humorist.

## Leben
Leonid Mossends kam 1897 als Sohn eines Regierungsbeamten in Mohyliw-Podilskyj in der heute ukrainischen Oblast Winnyzja zur Welt.
Zwischen 1911 und 1915 studierte er am Lehrerseminar in Winnyzja. Während des Ersten Weltkriegs war er als Soldat der Russischen Armee an der rumänischen Front eingesetzt. Nach der Demobilisierung arbeitete er in Hniwan als Lehrer und war in führender Position bei der Proswita aktiv, bis er am 4. März 1919 in die Armee der Ukrainischen Volksrepublik eingezogen wurde, in der er als hoher Offizier diente. Bereits am 26. Oktober 1919 kehrte er jedoch auf seinen Lehrerposten zurück um zwischen dem 1. Dezember 1919 und April 1920 Physik und Naturwissenschaften zu unterrichten.
Nach der Demobilisierung der ukrainischen Armee flüchtete er 1920 nach Polen, kehrte jedoch bereits 1921 in die Ukraine zurück und engagierte sich in Luzk in der Proswita, weshalb er von den Polen verhaftet und in einem Internierungslager in Kalisz interniert wurde.
Nach seiner Freilassung im Mai 1922 zog er zunächst nach Częstochowa und im selben Jahr ins tschechoslowakische Poděbrady, wo er ab 1923 an der chemisch-technologischen Abteilung der ukrainischen Wirtschaftsakademie studierte, 1928 als Technologieingenieur abschloss und dort als Assistent von Prof. Wassili Nikolajewitsch Iwanis (Василий Николаевич Иванис; 1888–1974) tätig wurde. Nach zwei Jahren Postgraduierten-Studium am Polytechnischen Institut in Brünn wurde er  Spezialist für Erdölraffinierung und promovierte 1931. Anschließend arbeitete er als Bauingenieur in Bratislava.
Ab 1937 unterrichtete er zunächst als Lehrer an einer Handelsschule in Chust und danach bis 1939 in Swaljawa. Nach der ungarischen Besetzung Transkarpatiens arbeitete er von 1939 bis 1945 als Chemiker in Bratislava. Er trat der Legion der ukrainischen Nationalisten (Ле́ґія Украї́нських Націоналі́стів (ЛУН)) bei und war Mitglied einer Gruppe von Schriftstellern, der auch Oleh Olschytsch, Jewhen Malanjuk und Jurij Klen angehörten. Er floh 1945 in die britische Zone in Österreich und zog zuerst nach Innsbruck, danach nach Stadt Seefeld und im Dezember 1946 in die Schweiz, wo er 51-jährig in einem Tuberkulose-Sanatorium in Blonay starb und im Ort bestattet wurde.
Neben seiner dichterischen und schriftstellerischen Tätigkeit übersetzte er auch englische (z. B. Edgar Allan Poe), französische und deutsche literarische Werke ins Ukrainische.